# World Design Capital

Logo: WDC Taipei 2016

World Design Capital (WDC) ist der Titel für ein einjähriges Förderprogramm der World Design Organization (WDO), mit dem Städte und Metropolregionen im Bereich Design als Welthauptstadt anerkannt und ausgezeichnet werden.
Der Titel World Design Capital wird seit 2008 alle zwei Jahre von der WDO auf der Grundlage eines weltweiten Bewerbungsverfahrens an Städte vergeben, die ein überzeugendes Konzept für eine nachhaltige Verbesserung der sozialen, kulturellen, ökonomischen und ökologischen Lebensbedingungen in ihrer Stadt(region) durch Designprojekte entwickelt haben und sich an den Zielen für nachhaltige Entwicklung (SDGs) der Vereinten Nationen bei der Stadt- und Regionalentwicklung orientieren.

## Ziele des WDC Programms
Folgende Ziele werden von der WDO genannt:
- Die mit dem WDC-Titel ausgezeichnete Stadt(region) soll zeigen, wie sie mit dem Einsatz von Design sich selbst neu erfindet und die Lebensqualität ihrer Bewohner verbessert.
- Die Sichtbarkeit der ausgezeichneten Stadt(region) und ihrer Design-Community auf der internationalen Bühne soll erhöht werden.
- Die Öffentlichkeit soll für die Kraft des Designs zur Stärkung der wirtschaftlichen, sozialen, kulturellen und ökologischen Entwicklung der Stadt(region) sensibilisiert werden.
- Die ausgezeichnete Stadt(region) soll andere Städte inspirieren, Design als strategisches Instrument für Wachstum und Wohlstand einzusetzen.
- Es soll ein internationales Netzwerk geschaffen werden, in dem Stadt(regionen) best practices für innovative Gestaltung austauschen.
- Es soll sichergestellt werden, dass der positive Einfluss von Design auch nach Ablauf des WDC-Jahres in der Stadt(region) weiter wirkt.

Durch die Ernennung zur World Design Capital können sich für eine Stadt/Metropolregion folgende Vorteile ergeben:
- Anerkennung für ihren innovativen Einsatz von Design zur Stärkung der wirtschaftlichen, sozialen, kulturellen und ökologischen Entwicklung. Profilierung im Rahmen des Stadt- und Regionalmarketing.
- Beitritt zu einem internationalen Netzwerk, in dem Städte und Gemeinden innovative, designorientierte Programme und Strategien zur Stadterneuerung kennenlernen und austauschen können.
- Zunahme von Tourismus und Investitionen.
- Aufbau eines weltweiten Rufs als führendes Zentrum für Design, Kreativität und Innovation.

## Bewerbung, Planung und Umsetzung

### Bewerbung
In ihrer Bewerbung müssen die Städte nachweisen, wie ihre Regierung, Industrie, Bildungseinrichtungen, Designer und die Bevölkerung einzeln und gemeinsam daran arbeiten, ihr städtisches Umfeld zu revitalisieren und neu zu gestalten. Jede Stadt muss deutlich zeigen, dass sie von der lokalen Regierung unterstützt wird. Auswahlkriterien sind:
- Die vorhandenen Designressourcen einer Stadt(region).
- Die Pläne der Stadt(region) zur Selbsterneuerung durch Design.
- Welchen Nutzen die Bewohner der Stadt(region) durch den Einsatz von Design in der Stadt- und Regionalplanung haben werden.
- Die Fähigkeit, ein ganzjähriges Programm von Designveranstaltungen zu organisieren und zu finanzieren.
- Die Mobilisierung und Beteiligung der breiteren Design-Community und großer Teile der Bevölkerung und der Besucher.
- Die Förderung eines breiteren Dialogs über Strategien zur urbanen und regionalen Revitalisierung.

Der Auswahlausschuss der WDO bewertet die Bewerbungen und nimmt bis zu drei Städte in die engere Wahl.
Nach der Bekanntgabe der Auswahlliste führen Mitglieder des WDC-Organisationskomitees Stadtbesuche durch, um sich mit Vertretern der Bewerberstädte zu treffen und die in den Bewerbungen enthaltenen Informationen zu überprüfen.
Die abschließende Auswahlsitzung findet etwa sechs Monate nach dem Ende der Bewerbungsfrist statt.

### Planung
Nach der Bekanntgabe hat die neu ernannte Stadt(region) zwei Jahre Zeit, um sich auf die Durchführung ihres Programms für designbezogene Veranstaltungen vorzubereiten. Es wird eine Organisationseinheit geschaffen, welche die verschiedenen Projekte verwaltet und die Identität ihrer Veranstaltungen in Zusammenarbeit mit der WDO entwickelt.
Jede Welthauptstadt des Designs muss ein Jahresprogramm mit Designveranstaltungen entwickeln, die für ihre Stadt und ihre Bürger von Bedeutung sind und mit denen lokale Ziele erreicht werden sollen. Gleichzeitig sollen ein lokales Publikum sowie internationale Besucher und die Medien angezogen werden.
Zusätzlich zu diesen lokalen Veranstaltungen muss jede WDC acht WDC-Signature Events in Zusammenarbeit mit der WDO organisieren:
- WDC Signing Ceremony: Die Unterzeichnungszeremonie soll Gelegenheit bieten, wichtige Interessenvertreter, darunter Regierungsvertreter, die Design-Community, lokale Medien und Unternehmen, einzuladen, um die offizielle Unterzeichnung des WDC-Gastgebervertrags mitzuerleben und zu feiern. Es ist die erste offizielle WDC-Veranstaltung und die einzige WDC-Unterzeichnungsveranstaltung, die außerhalb des benannten Jahres stattfindet, normalerweise im ersten Quartal des Jahres nach der offiziellen Bekanntgabe der benannten WDC-Stadt(region).
- World Design Street Festival: Das Street Festival ist die Eröffnungsfeier für das WDC-Kalenderjahr. Die Festivitäten sind erlebnisorientiert und sollen sich darauf konzentrieren, Begeisterung und Engagement der Bürger für das kommende Jahr zu wecken. Das Festival soll so viele Menschen wie möglich, einschließlich internationaler Besucher, dazu bringen, Designaktivitäten durch Konzerte, öffentliche Designwerkstätten, Ausstellungen oder Tage der offenen Tür in Designstudios persönlich zu erleben.
- World Design Spotlight: Die Veranstaltung soll Design als wirkungsvolles Instrument für die Stadtentwicklung hervorheben und zeigen, warum die WDC-Gastgeberstadt die Auszeichnung erhalten hat. Sie ist als eine Hommage an die Design-Community der Stadt(region) konzipiert und soll die lokalen Beiträge, die zur Ernennung der Stadt(region) zum WDC geführt haben, unterstreichen. Außerdem sollen die best practices im Bereich Impact Design auf internationaler Ebene gewürdigt werden.
- World Design Experience: Die World Design Experience ist ein interaktives Schaufenster für Design aus aller Welt, das sieben Tage lang stattfinden soll. Der Schwerpunkt soll dabei auf dem Nutzererlebnis liegen. Dieses WDC-Signature-Event soll Medienaufmerksamkeit erzeugen und ein Hauptanziehungspunkt für internationale Besucher werden.
- World Design Policy Conference: Diese Konferenz soll eine globale Plattform für den Austausch von Ideen, Erkenntnissen und best practices aus verschiedenen Ländern, Regionen und Städten bieten, um eine effektive Designpolitik entwickeln, einführen und aufrechterhalten zu können. Als inhaltsreichste der WDC-Signature-Events sollen ihre Ergebnisse den Grundstein für ein Design-Programm legen, das der Design-Community und den Bürgern zugutekommt und über das WDC-Jahr hinaus wirkt.
- World Design Week Forum: Diese Veranstaltung soll die Anlaufstelle für Organisatoren von Designwochen aus der ganzen Welt sein, um best practices und Erfahrungen auszutauschen. Es soll auch Städten, die noch keine Designwoche veranstalten, die Möglichkeit bieten, die Informationen, Instrumente und Unterstützung zu erhalten, die für die Initiierung einer solchen Veranstaltung erforderlich sind.
- World Design Network of Cities Meeting: Das Treffen ist ein Forum für kommunale Vertreter, einschließlich, aber nicht beschränkt auf die Bürgermeister der vom WDC ernannten Städte. Diese von der WDO geleitete Veranstaltung soll die Möglichkeit bieten, einen aktiven Dialog über Design im Leben einer Stadt(region) seit dem Jahr der WDC-Ernennung zu führen. Ziel des Treffens ist es, die Erfolge der WDC-Programme hervorzuheben und Möglichkeiten der Zusammenarbeit zwischen den WDC-Städten und anderen designorientierten Städten zu identifizieren.
- World Design Capital Convocation Ceremony: Die Einberufungszeremonie ist eine symbolische Veranstaltung, bei der die Erfolge des WDC-Jahres gewürdigt werden und der Titel des WDC offiziell an die neue Stadt(region) übergeben wird. An der Zeremonie nehmen Vertreter der Stadt, die lokale WDC-Führung, die Design-Community, die Medien sowie die politische Führung und das Planungsteam des neuen WDC teil.

### Umsetzung
Während des WDC-Jahres arbeiten die WDO und die ausgewählte Stadt(region) zusammen, um sicherzustellen, dass das Programm effektiv beworben und durchgeführt wird.

## World Design Capitals
Chronologisch absteigend:

### 2028: Busan (Südkorea)
Im Juli 2025 gab die WDO bekannt, dass die Stadt Busan zur World Design Capital 2028 ernannt wurde.

### 2026: Frankfurt RheinMain (Deutschland)

#### Bewerbung (2014 – 2022)
Die Initiative zur Bewerbung ging 2014 von der Werkbundakademie Darmstadt aus. Die Bewerbung sollte den jahrelangen, umfassenden sozialen Wandel in der Metropolregion Rhein-Main, die über 460 Städte und Gemeinden mit 5,8 Millionen Einwohnern umfasst, thematisieren. Neben Frankfurt am Main beinhaltet die polyzentrische Metropolregion die Großstädte Offenbach am Main, Hanau, Darmstadt, Wiesbaden und Mainz.
Anfang 2021 begrüßt der Magistrat der Stadt Frankfurt die Idee einer Bewerbung der Region Frankfurt RheinMain als World Design Capital 2026 als Chance, das Zusammenleben in der Region durch Design und den Kreativstandort positiv zu beeinflussen.
Im November 2021 beschließen die Vertreterinnen und Vertreter der im Kulturfonds Frankfurt RheinMain verankerten Städte, Landkreise und Kommunen in einer Sitzung unter Leitung der Frankfurter Kulturdezernentin Ina Hartwig, Matthias Wagner K als Leiter der Bewerbung um den Titel WDC 2026 zu beauftragen. Unter dem von Matthias Wagner K, Direktor des von der Stadt Frankfurt getragenen Museums Angewandte Kunst, entwickelten Thema Design for Democracy. Atmospheres for a better life positioniert die von der Design FRM gGmbH eingereichte Bewerbung Design als ein Werkzeug, mit dem Bürgerinnen und Bürger stärker an der Erhaltung demokratischer Systeme und Räume teilhaben können. Die reiche Kulturgeschichte der Region (unter anderem: Entwicklung des Buchdrucks durch Johannes Gutenberg, das erste gesamtdeutsche Parlament, Jugendstil auf der Mathildenhöhe und das Stadtplanungsprogramm Neues Frankfurt: Ernst May, Ferdinand Kramer) bilden die Grundlage für die Bewerbung.
Im März 2022 hat der Deutsche Design Club in Frankfurt am Main einen vom Rat für Formgebung unterstützten Konvent für Demokratisches Design veranstaltet. Teilnehmer waren der Leiter der Bewerbung und Direktor des Museum Angewandte Kunst Matthias Wagner K, der Sozialpsychologe und Publizist Harald Welzer, die Designerin Uli Mayer-Johanssen, der Unternehmensberater Armand Zorn, die Politikwissenschaftlerin Nicole Deitelhoff und der Pädagoge Meron Mendel. 
Im September und Oktober 2022 fand eine Tour mit einem Werkstattwagen und Workshops in der gesamten Region RheinMain statt, um die Projektinitiative bekannt zu machen.
Am 20. Juni 2023 gab die WDO die Shortlist der Kandidaten für die Nominierung als WDC im Jahr 2026 bekannt. Die Mitglieder des Strategieforums Rhein-Main begrüßten die positive Resonanz in der Region auf die Bewerbung.

#### Nominierung (2023)
Die World Design Organization (WDO) gab am 13. September 2023 bekannt, dass die Region Frankfurt RheinMain mit der Bewerbung »Design for Democracy. Atmospheres for a better life« den Titel World Design Capital 2026 erhält. Im Rahmen der World Design Assembly der WDO vom 27. bis 29. Oktober 2023 in Tokio wurde der Titel an Frankfurt RheinMain offiziell verliehen.
Bis zum Abschluss des Vorhabens Ende 2026 sollen insgesamt etwa 21 Millionen Euro öffentliche Gelder fließen. Das Projekt wird vom Hessischen Ministerium für Wirtschaft, Energie, Verkehr, Wohnen und ländlichen Raum im Rahmen der Innovationsförderung Hessen in der Maßnahme "Förderung von Einrichtungen der Kultur- und Kreativwirtschaft" mit 7 Millionen Euro gefördert. Träger sind die Stadt Frankfurt am Main unter Federführung des Dezernats für Kultur und Wissenschaft (6 Millionen Euro Förderbeitrag) und der Kulturfonds Frankfurt RheinMain (1 Million Euro Förderbeitrag). Den Rest des Budgets sollen die Kommunen und Kreise der Region beitragen.
Im Frühjahr 2024 sagte die Stadt Mainz die Beteiligung an der WDC aus finanziellen Gründen ab. Bei der Unterzeichnung des Letters of Support im März 2023 sei die geforderte Beteiligungssumme in Höhe von 3 Millionen Euro nicht bekannt gewesen.

#### Vorbereitung (2024 – 2025)
Am 16. April 2024 fand die Auftaktveranstaltung zur WDC2026 im Congress Park Hanau statt. Höhepunkt dieser sogenannten Signing Ceremony war die Unterzeichnung des Vertrages der Region mit der WDO über die Ausrichtung des WDC-Jahres 2026.
2024 begann die Programmplanung mit einem Open Call zur Einreichung von Projektideen zur WDC. Für die Finanzierung dieser Projekte sind 4,5 Millionen Euro eingeplant. Dies entspricht rund einem Drittel der insgesamt bereitgestellten öffentlichen Gelder.
Im Rahmen des Open Call wurden bis Ende Oktober 2024 über 1.000 Projektideen und Beteiligungsangebote eingereicht, die von einem zehnköpfigen Expert:innenrat (Friedrich von Borries, Pelin Celik, Sarah Fasbender, Thomas A. Geisler, Steve Hiobi, Eileen Mandir, Lena Marbacher, Claudia Neu, Ricarda Pätzold, Laura Weißmüller) geprüft werden.
Ende September 2024 stellten Barbara Lersch und Kai Rosenstein vom WDC-Organisationsteam im Frankfurter Presseclub die Kommunikationsstrategie der WDC2026 vor. Thematisiert wurden unter anderem der erweiterte Designbegriff sowie das noch fehlende Engagement von Unternehmen und der Finanzindustrie für das WDC-Projekt.
Ende November 2024 wurde die Kulturmanagerin im Hessischen Ministerium für Wissenschaft und Forschung, Kunst und Kultur Carolina Romahn von den Gesellschaftern der Design FRM gGmbH, Matthias Wagner K und Roland Lambrette, an die Spitze des Organisationsteams der WDC 2026 berufen. Unterstützt wird Romahn durch ein interdisziplinär zusammengesetztes, von Volker Mosbrugger, Präsident der Polytechnischen Gesellschaft, geleitetes Kuratorium, das sich in einen Fachbeirat für die inhaltlich-strategische Ausrichtung und einen Finanzausschuss gliedert.
Im Rahmen der Frankfurter Konsumgütermesse Ambiente wurden Anfang Februar 2025 erste vorläufige Programmpunkte der WDC2026 präsentiert.
Ab Frühjahr 2025 ging die WDC Frankfurt RheinMain 2026 mit der Programmvorschau Looking forward - Das Morgen gemeinsam gestalten national und international auf Tour, um die Region als Zentrum für innovatives Design zu präsentieren und internationale Partnerschaften aufzubauen.
Im Juni 2025 berichtete das auf wirtschaftliche Entwicklungen in der Metropolregion Frankfurt RheinMain ausgerichtete Magazin Frankfurter Allgemeine Metropol  über den Stand der Vorbereitungen zur WDC2026. Der  Begriff Design for Democracy sei ein "riesiger Anspruch, aber der richtige Gedanke in einer Zeit voller Umbrüche". Es sei jedoch wichtig, für das Projekt mehr Unterstützung zu bekommen und ihm möglichst schnell Kontouren zu geben. Im Beitrag wird der Frage nachgegangen, ob das geplante Programm möglicherweise "zu kulturlastig" sei und ob die Designwirtschaft darin zu wenig als innovative und wirtschaftsstarke Branche sichtbar wird.
Der erweiterte, auf Partizipation und gesellschaftliche Transformation ausgerichtete Designbegriff, der dem WDC2026–Konzept zugrunde liegt, wird von traditionellen an Formgebung und Autorendesign orientierten Designern teilweise sehr kritisch gesehen.
Ende Juli 2025 veröffentlichte der Deutsche Design Club den ersten "WDCast" mit Gesche Joost, Vera Baur und Philipp Cartier mit dem Titel Brauchen wir Design? Neben dem WDCast soll auch ein Diskurs-Newsletter dazu einladen, tiefer in die Themen von WDC 2026 einzutauchen.

### 2024: San Diego (USA)/Tijuana (Mexiko)
Als erste binationale Städte in der Geschichte des WDC-Programms wurden San Diego und Tijuana (San Diego–Tijuana) aufgrund ihrer designorientierten grenzüberschreitenden Zusammenarbeit ernannt. Gemeinsam sollen die beiden Städte Design nutzen und mobilisieren, um ihre Region mit 7,1 Millionen Einwohnern positiv zu verändern. Neben den Städten San Diego und Tijuana sind das Burnham Center of Community Advancement (BCCA), die Design Forward Alliance (DFA) und die University of California, San Diego (UCSD) die Hauptträger des Projekts.
Der Chief Executive Officer (CEO) der WDC 2024, Carlos de la Mora, wurde Anfang 2024 unter ungeklärten Umständen entlassen.
WDC 2024 beinhaltet sechs Signature Events:
- Community Celebration am 28. Februar im Tijuana Cultural Center[89]
- World Design Festival und Tijuana Design Week, 1. bis 5. Mai in Tijuana[90][91]
- World Design Experience und San Diego Design Week, 18. - 25. September in San Diego[92]
- World Policy Conference, gesponsert von der Stadt San Diego und dem UC San Diego Design Lab, 12.-13. November in San Diego[93]
- World Design Network of Cities am 15. November in Tijuana
- WDC 2024 Convocation Ceremony am 16. November im Salk Institute.

Im Kontext der WDC 2024 wurde die 100 Jahre alte Vision "Bay to Park Paseo" realisiert: der Boulevard verbindet San Diegos Bucht mit dem Balboa Park und präsentiert Design-Installationen entlang der Strecke. Der Bay to Park Paseo wurde als Impact Project ausgezeichnet und von der WDC 2024 unterstützt. Touristisch rücken die beiden Städte San Diego und Tijuana durch die Ernennung zur WDC näher zusammen.
Die Grenzmauer zwischen den USA und Mexiko, eines der Prestigeobjekte von Donald Trump während seiner ersten Amtszeit als amerikanischer Präsident, ist Schauplatz des österreichischen Films „American Wall“ von 2022.
Die binationale Metropolregion San Diego–Tijuana ist mit einer Vielzahl von Herausforderungen konfrontiert: Kriminalität, Obdachlosigkeit, Migrations- und Umweltproblemen.

### 2022: València (Spanien)
Die an der Südostküste Spaniens gelegene Stadt València ist eine bedeutende Hafenstadt am Mittelmeer mit einer langjährigen Designtradition. Die Stadt habe sich zu einem führenden Beispiel für den strategischen Einsatz von Design entwickelt, was sich positiv auf Industrie, Infrastruktur und Mobilität ausgewirkt habe. Für das Jahr 2022 wurde València auch zur Europäischen Hauptstadt des intelligenten Tourismus (European Capital of Smart Tourism) erklärt. Nach der Ernennung zur World Design Capital 2022 bewarben sich die Stadt Valencia und die Designstiftung der Region Valencia erfolgreich als City of Design der UNESCO Creative Cities Network.

### 2020: Lille Metropole (Frankreich)
Unter dem Motto „Design is Capital“ präsentierte die aus 90 Kommunen und über einer Million Einwohnern bestehende Lille Metropole im Jahr der COVID-19-Pandemie ein Programm, das die Vielfalt und Dynamik der Designprojekte in der Region widerspiegeln sollte.

### 2018: Mexiko-Stadt (Mexiko)
Mexiko-Stadt ist die erste Stadt in Nord- und Südamerika, die diesen Titel erhalten hat. Sie gilt als ein Vorbild für andere Megastädte auf der ganzen Welt, die Design einsetzen, um die Herausforderungen der Urbanisierung zu bewältigen und eine lebenswertere Stadt zu schaffen. Motto: "Empowering Socially Responsible Design for Societal Transformation".

### 2016: Taipeh (Republik China (Taiwan))
Taipeh hatte das Thema „Adaptive City – Design in Motion“ gewählt, um zu zeigen, wie sich Städte mit begrenzten Ressourcen an die Bedürfnisse der Bürger anpassen können, indem sie designorientierte Innovationen nutzen.

### 2014: Kapstadt (Südafrika)
Kapstadt, die älteste Stadt Südafrikas, war die erste afrikanische Stadt, die zur World Design Capital ernannt wurde. Für Kapstadt kam die Ernennung zum WDC genau zwei Jahrzehnte nach der Einführung der Demokratie dort. Rückblickend wurde diese WDC von manchen Beteiligten als vertane Chance angesehen.

### 2012: Helsinki (Finnland)
Mit dem Thema „Open Helsinki - Embedding design in life“ und „Design Driven City“ präsentierte Helsinki innovatives Design als grundlegendes Instrument, um auf die alltäglichen Bedürfnisse der Bürger einzugehen. Im Jahr 2016 richtete die Stadt Helsinki als eine der ersten Städte weltweit die Position des Chief Design Officer (CDO) ein, um Design Thinking für die Stadtentwicklung zu nutzen und eine Kultur des Experimentierens zu etablieren. Von 2016  bis 2018 war Anne Stenros CDO von Helsinki, als Nachfolgerin wurde 2020 Hanna Harris ernannt.

### 2010: Seoul (Südkorea)
Unter dem Motto „Design für alle“ fanden in Seoul zahlreiche Veranstaltungen statt, um den Fokus auf Design zu unterstreichen. Die Nominierung zur Weltdesignhauptstadt habe auch dazu beigetragen, dass die Stadt auf Platz 9 des Global Urban Competitiveness Index 2010 stand.

### 2008: Turin (Italien)
Die Nominierung als erste Weltdesignhauptstadt sollte Turin die Gelegenheit bieten, sich als Designstadt zu profilieren und Design als Instrument zur Bewältigung urbaner Herausforderungen einzusetzen. Nach Darstellung der WDO gelang es Turin, neue Investitionen anzuziehen, die Stadt bekannter zu machen und ein Modell für eine städtische öffentlich-private Vernetzung zu schaffen, das sich positiv auf die öffentliche Verwaltung, Unternehmen, Schulen und Bürger ausgewirkt habe.